# Peter Wölfle
Peter Wölfle (* 24. März 1942) ist ein deutscher theoretischer Festkörperphysiker und Hochschullehrer am Karlsruher Institut für Technologie (KIT).

## Leben
Wölfle studierte ab 1961 an der Technischen Universität München Physik und wurde 1969 in München bei Wilhelm Brenig promoviert mit einer Dissertation über Quantentransport in Vielteilchensystemen. Ab 1968 war er wissenschaftlicher Mitarbeiter am Max-Planck-Institut für Physik in München, unterbrochen von einer Zeit an der Cornell University (1971 bis 1973). 1974 habilitierte er in München über die Theorie des Quantentransports in suprafluidem Helium 3. Er wurde 1975 Professor an der TU München (und war dort 1976 bis 1980 Geschäftsführer des Instituts für Theoretische Physik). Von 1986 bis 1989 hatte er eine volle Professur für Physik an der University of Florida in Gainesville, Florida, USA. 1988 wurde er Professor an der Universität Karlsruhe und leitete dort ab 1990 das Institut für Theorie der Kondensierten Materie. Ab 1998 leitete er zusätzlich eine Arbeitsgruppe am Institut für Nanotechnologie des Forschungszentrums Karlsruhe, dessen wissenschaftliches Mitglied er seit 2000 ist. 1994 bis 1996 war er Dekan der Physik-Fakultät und 1997 bis 2004 Mitglied des Senats der Universität Karlsruhe. 2010 wurde er emeritiert.
Er war unter anderem Gastwissenschaftler an der Cornell University Ithaca, NY, der Universität Helsinki, der University of California, Santa Barbara, der Princeton University, dem Weizmann-Institut für Wissenschaften, Rechovot, Israel (wo er 1998 bis 2004 Vorsitzender des Beirats des Albert-Einstein Center for Theoretical Physics war), den Bell Laboratories, Murray Hill, der University of Wisconsin-Madison und dem Los Alamos National Laboratory.
Zu seinen Doktoranden und/oder Postdoktoranden zählen Dieter Vollhardt, Peter J. Hirschfeld und Achim Rosch.

## Forschung
Er befasste sich in den 1970er Jahren mit Transporteigenschaften und kollektiven Anregungen von suprafluidem Helium 3 und dessen Phasen. Weitere Schwerpunkte seiner Forschung waren Anderson-Lokalisierung und Quanteninterferenzeffekte beim Transport in ungeordneten Systemen (Elektronen, klassische Wellen), stark korrelierte Elektronensysteme (Quantenstörstellen, Hubbard-Modelle, Systeme schwerer Fermionen), der Quantenhalleffekt, Supraleitung, mesoskopische Systeme, und quantenkritische Phänomene.

## Auszeichnungen
2013 erhielt er den Gentner-Kastler-Preis in Anerkennung seiner herausragenden Beiträge zur Theorie von Systemen der kondensierten Materie, insbesondere für Suprafluide und Supraleiter, ungeordnete Elektronensysteme und Transport in Nanostrukturen. Außerdem erhielt er 2000 den Max-Planck-Forschungspreis und bereits 1975 den Physik-Preis der Akademie der Wissenschaften zu Göttingen. Seit 1999 ist er Fellow des Institute of Physics, seit 2004 Mitglied der Heidelberger Akademie der Wissenschaften und ebenfalls 2004 wurde er Fellow der American Physical Society (APS). 2014 wurde er mit dem Simon Memorial Prize des Institute of Physics ausgezeichnet.

## Sonstiges
1993 bis 2001 war er Mitherausgeber des Journal of Low Temperature Physics, 1998 bis 2002 von Journal of Physics C (Condensed Matter), 2001 bis 2006 war er im Herausgebergremium von Physical Review Letters und 1998 bis 2012 war er Mitherausgeber der Springer Tracts in Modern Physics.

## Schriften (Auswahl)
- Sound propagation and kinetic coefficients in superfluid Helium 3. In: D. F. Brewer (Hrsg.): Progress in Low Temperature Physics. Band 7. North Holland, 1978.
- Collective modes and transport properties of superfluid Helium 3. In: T. Sugaware (Hrsg.): Physics at Ultralow Temperatures. Tokio 1978.
- The Quantum Liquids Helium 3 and Helium 4. In: Festkörperprobleme. Band 25. Vieweg, 1985, S. 106–119.
- Collective modes in superfluid He 3. In: Yearbook of Science and Technology. McGraw Hill, 1986, S. 411–418.
- mit Dieter Vollhardt: Self consistent diagrammatic theory of Anderson localization. In: Y. Nagaoca, H. Fukuyama (Hrsg.): Anderson localization (= Springer Series in Solid State Science). Band 39, 1982.
- mit H. v. Loehneysen, A. Rosch, M. Vojta: Fermi liquid instabilities at magnetic quantum phase transitions,. In: Reviews of Modern Physics. Band 79, 2007, S. 1015–1075.
- mit Dieter Vollhardt: The superfluid phases of Helium 3. Taylor and Francis, 1990 (Nachdruck 2013 von Dover publications).